# Томашовка (Черкасская область)
Томашо́вка (укр. Томашівка) — село в Уманском районе Черкасской области Украины.
Почтовый индекс — 20344. Телефонный код — 4744.

## Население
Население по переписи 2001 года составляло 671 человек.

### Языковой состав
Родной язык населения по данным переписи 2001 года:
| Язык       | Численность, чел. | Доля     |
| ---------- | ----------------- | -------- |
| Украинский | 650               | 96,87 %  |
| Русский    | 12                | 1,79 %   |
| Молдавский | 7                 | 1,04 %   |
| Другое     | 2                 | 0,30 %   |
| Итого      | 671               | 100,00 % |

## Местный совет
20344, Черкасская обл., Уманский р-н, с. Томашовка, ул. Ленина, 40

## История
В XIX веке село Томашовка было в составе Кузьминской волости Уманского уезда Киевской губернии. В селе была Троицкая церковь.